# Враження. Схід сонця
«Враження. Схід сонця» — картина французького художника Клода Моне, створена у 1872 році, яка дала назву художній течії — імпресіонізму. Експонувалася у квітні 1874 року на першій виставці «Анонімної кооперативної спілки художників, скульпторів і граверів» (Société Anonyme Coopérative des Artistes Peintres, Sculpteurs, Graveurs), яка стане пізніше відомою як «виставка імпресіоністів».

## Історія
У 1872 році у Гаврі Моне розпочав створення серії робіт, на яких було зображено порт міста. На полотнах серії художник хотів зобразити порт «під час світанку, дня, заходу, темної доби з різних позицій…»
Але деякі мистецтвознавці (наприклад, Даніель Вільденштейн) схиляються до версії, що авторське датування було зроблено пізніше (під час продажу) і є помилковим, а насправді картина була створена у 1873 або в січні 1874 року з вікна готелю.
Уперше картина «Враження. Схід сонця» експонувалася на першій виставці «Анонімної кооперативної спілки художників, скульпторів і граверів» («першій виставці імпресіоністів»), яка проходила з 15 квітня по 15 травня 1874 року в ательє фотографа Надара.
Назва «Враження. Схід сонця» з'явилася в останній момент перед виставкою, коли журналіст Едмон Ренуар, брат П'єра-Огюста Ренуара, який складав каталог виставки, попросив придумати оригінальнішу назву, ніж, наприклад, «Вид на гавань Гавра».
Після виставки картину купує за 800 франків підприємець Ернест Ошад. Після банкрутства Ошада у 1878 році його колекцію розпродають з аукціону. За 210 франків «Враження» купує лікар Жорж Белліо. 1957 року дочка Белліо Вікторина Доноп де Монші подарувала колекцію, яку успадкувала від свого батька, музею Мармоттан.
Картина була викрадена з музею разом з чотирма іншими полотнами Моне і двома Ренуара, але була знайдена у 1990 році. З 1991 року картина повернена в експозицію музею.

## Критика
Під час виставки 1874 року робота отримала негативні відгуки, а критик Луї Леруа в огляді виставки у сатиричному виданні «Шаріварі» за 25 квітня іронічно назвав молодих художників «імпресіоністами» («вразливими»), а новий стиль — «імпресіонізмом». Це образливе (за замислом Леруа) визначення було підхоплене художниками і стало визначенням нової художньої течії.
Критик Ернест Шесно вбачає у цій картині вплив пейзажів Вільяма Тернера, з якими Моне познайомився під час перебування у 1871 році у Лондоні.

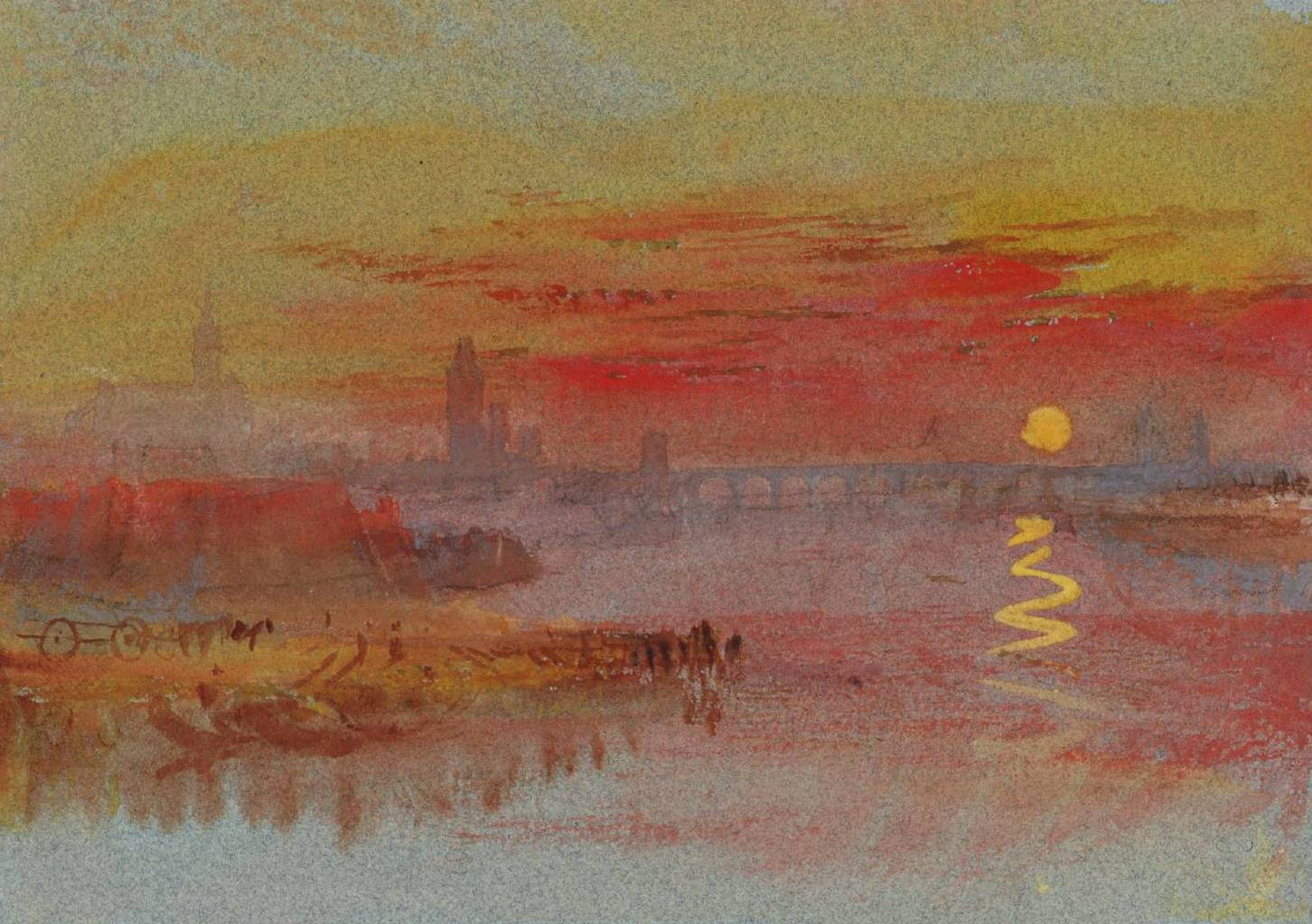
Вільям Тернер. Яскраво-червоний захід сонця (бл.1830-1840)
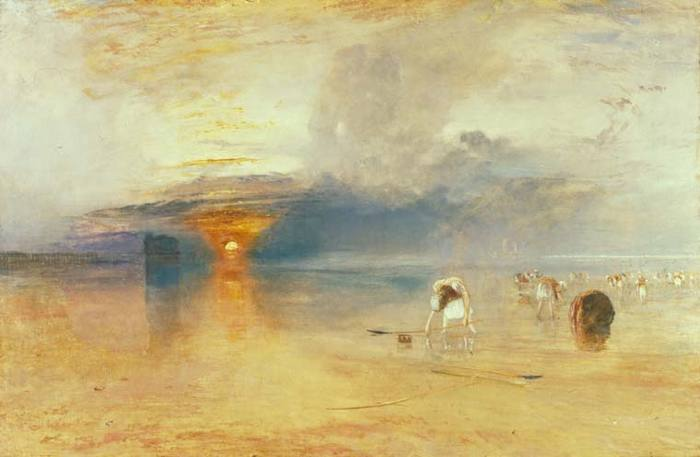
Вільям Тернер. Пляжі Кале під час відпливу (1832)

## Опис
У роботі «Враження. Схід сонця» Моне не намагається відтворити дійсність, наслідувати природу, а прагне передати своє власне враження від неї. З точки зору академічного живопису картина груба і неохайна, фігури ледь намічені. Моне демонструє колористичний взаємозв'язок синьої води та сходу, яскраві рефлекси на вранішнім морі.